# Albert Ahrens
Albert Ahrens (25 de julho de 1917 - 6 de março de 1982) foi um oficial alemão que serviu no Deutsches Heer durante a Segunda Guerra Mundial. Foi condecorado com a Cruz de Cavaleiro da Cruz de Ferro.